# Bugul'minskij rajon
Il Bugul'minskij rajon (in russo Бугульминский район?, in tataro: Бөгелмә́ районы́) è un municipal'nyj rajon della Repubblica Autonoma del Tatarstan, in Russia. Istituito il 10 agosto 1930, occupa una superficie di 1 408,6 chilometri quadrati, conta 101 975 abitanti ed è suddiviso in una città, un insediamento di tipo urbano e 17 comuni rurali. Il capoluogo è la città di Bugul'ma. 

## Geografia
L'area del distretto si trova sulle alture di Bugul'ma e Belebej. Il maggior fiume del territorio è lo Stepnoj Zaj.